# Dickblatt-Bergenie
Die Dickblatt-Bergenie (Bergenia crassifolia) ist eine Pflanzenart aus der Gattung der Bergenien (Bergenia) in der Familie der Steinbrechgewächse (Saxifragaceae). Die Art bildet Hybriden mit Bergenia cordifolia, Bergenia purpurascens und Bergenia ciliata.

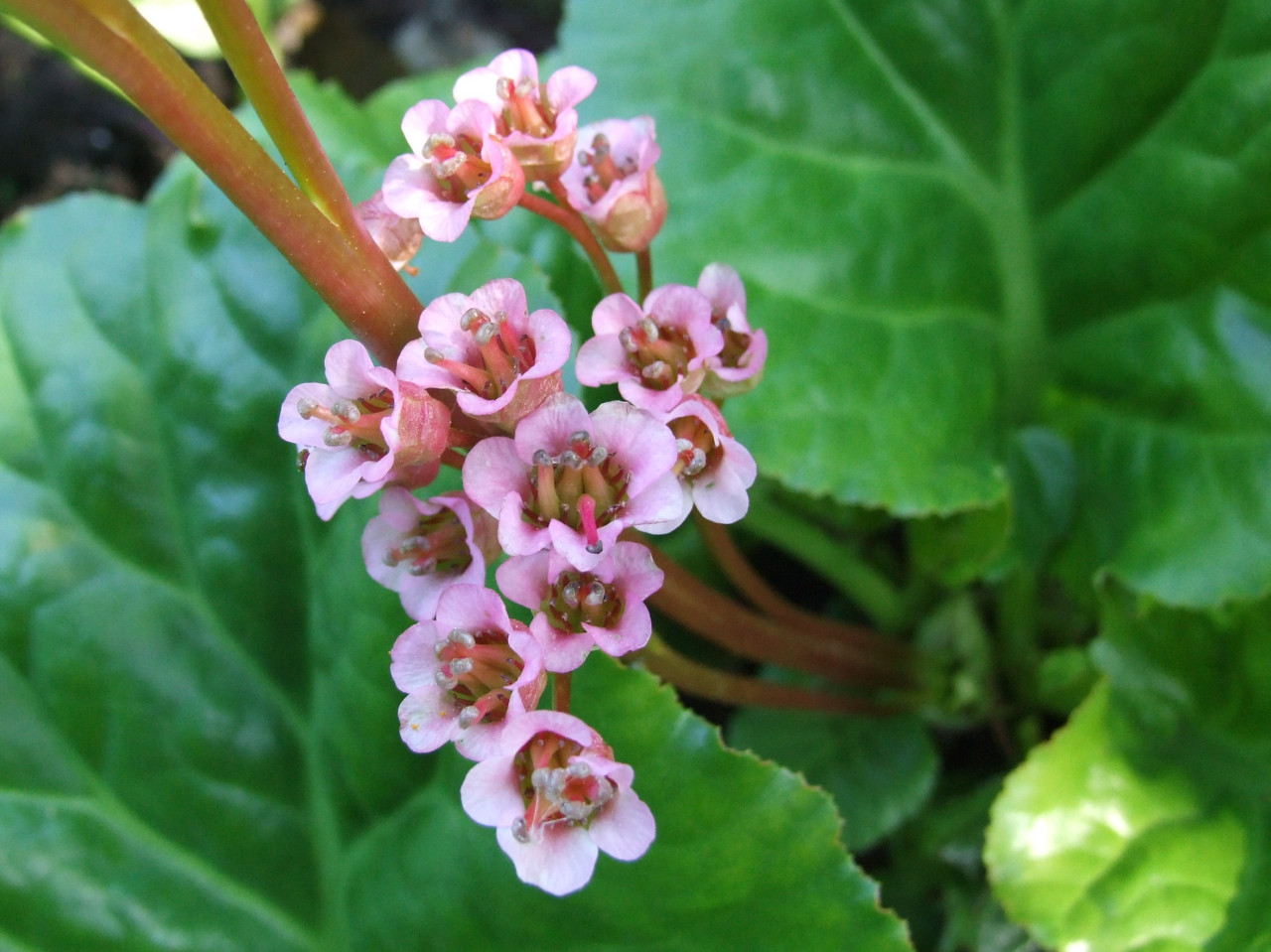
Blüten und Blatt

## Merkmale
Die Dickblatt-Bergenie ist eine immergrüne, ausdauernde Pflanze, die Wuchshöhen bis 45 Zentimeter erreicht. Sie bildet ein Rhizom aus. Die Blattspreite ist länglich, verkehrteiförmig oder breit eiförmig, am Grund keilig oder abgerundet und selten schwach herzförmig. Die Kronblattplatte ist elliptisch, länglich oder breit eiförmig und gegen den Grund allmählich verschmälert. Der Blütenstand ist mehr oder weniger stark gedrängt, mit unterschiedlich kurzen Seitenästen erster Ordnung. Die Blütenstandsäste haben wenige Drüsen (var. crassifolia) oder zahlreiche Drüsen (var. pacifica). Die Blüten sind mehr oder weniger nickend.
Die Blütezeit ist im April und Mai, in China Mai bis September.
Die Chromosomenzahl beträgt 2n = 34.

## Systematik und Vorkommen
Es gibt zwei Varietäten:
- Bergenia crassifolia var. crassifolia kommt in Russland im Baikal-Gebiet und im Altai, in der Nordostmongolei, in Nordwestchina und in Nordkorea in Wäldern, auf Felsfluren und in Felsspalten in Höhenlagen von 200 bis 2000 Meter vor.
- Bergenia crassifolia var. pacifica (Kom.) Kom. ist in Russland im Amur-Gebiet heimisch, wo sie auf steinig-felsigen Böden in Höhenlagen von 500 bis 1800 Meter wächst.

Die ökologischen Zeigerwerte nach Landolt et al. 2010 sind in der Schweiz: Feuchtezahl F = 3 (mäßig feucht), Lichtzahl L = 3 (halbschattig), Reaktionszahl R = 3 (schwach sauer bis neutral), Temperaturzahl T = 3+ (unter-montan und ober-kollin), Nährstoffzahl N = 3 (mäßig nährstoffarm bis mäßig nährstoffreich), Kontinentalitätszahl K = 2 (subozeanisch).

## Nutzung
Die Dickblatt-Bergenie wird zerstreut als Zierpflanze für Steingärten, Rabatten, Trockenmauern, Gehölzgruppen und Teichufern genutzt. Die Varietät crassifolia ist seit spätestens 1765 in Kultur.